# Nina Cutrová-Kellyová
Nina Cutrová-Kellyová (* 12. prosince 1984 Albany) je americká zápasnice.

## Sportovní kariéra
Zápasení se věnovala od 8 let. S tréninkem juda začala v roce 1999 na střední škole v Raveně pod osobním vedením Jima Hrbka. Od roku 2007 žila ve Francii v Rennes, kde učila anglický jazyk na Université Rennes. Vedla juda se Francii věnovala příbuznému sportu sambu a koketovala s dalšími zápasnickými styly. V roce 2012 a 2016 se na olympijské hry nekvalifikovala.

### Vítězství na mezinárodních turnajích
- 2015 - 1x světový pohár (Salvador)
- 2016 - 1x světový pohár (Salvador)
- 2017 - 1x světový pohár (Santo Domingo)

## Výsledky

### Judo
| Olympijské hry          |     |     |     | —  |   |    |     | —  |     |     |  |  |
| Mistrovství světa       | úč. | úč. | úč. |    | — | —  | úč. |    | úč. | úč. |  |  |
| Panamerické hry         |     |     |     |    | — |    |     |    | 3.  |     |  |  |
| Panamerické mistrovství | —   | —   | 5.  | 5. | — | 7. | 3.  | 5. | 3.  | 3.  |  |  |

### Sambo
| Turnaj            | 2011 | 2012 | 2013 | 2014 | 2015 | 2016 | 2017 |
| Turnaj            | 27   | 28   | 29   | 30   | 31   | 32   | 33   |
| Turnaj            | +80  | +80  | +80  | +80  | +80  | +80  | +80  |
| ----------------- | ---- | ---- | ---- | ---- | ---- | ---- | ---- |
| Mistrovství světa | 3.   | úč.  | úč.  | 3.   | —    | 3.   | úč.  |